# Economía de Nicaragua
La Economía de Nicaragua es la penúltima economía de América Latina, con un producto interno bruto (nominal) de 13.626 millones de dólares. A nivel regional, la nicaragüense es la última economía (sexta) de Centroamérica. En instituciones relativos o de paridad de poder adquisitivo (PPA), se encuentra también en el sexto lugar de Centroamérica y décimo noveno a nivel latinoamericano.
Los datos publicados anualmente por el Fondo Monetario Internacional, muestran que hasta el año 2019, la economía total de Nicaragua ascenderá, llegando a situarse en los 13.700 millones de dólares (producto interno bruto). En la cuestión sobre la división de este PIB por la cantidad de población con más de 6 millones de habitantes, muestran que Nicaragua posee una PIB per cápita de 2.141 dólares (en nominal), ubicándose en el último lugar de los países latinoamericanos, solo por encima de Haití.
Nicaragua es un país con un nivel de desarrollo bajo, sin embargo, dejó de ser el segundo país que menos produce en América, superando a El Salvador y Honduras en crecimiento del PBI en la década 2010 - 2019. El acuerdo de libre comercio entre los Estados Unidos y a América Central está en vigor desde 2006 y ha ampliado las posibilidades de exportación para muchos productos agrícolas y manufacturados.
Los textiles y el vestuario responden por casi 60% de las exportaciones nicaragüenses, pero los aumentos del salario mínimo durante el gobierno de Daniel Ortega deberán reducir esta ventaja comparativa de la industria. Ortega ha promovido la creación de emprendimientos binacionales administrados por las empresas petrolíferas estatales de Nicaragua y Venezuela. Últimamente la Estabilidad del país y su seguridad han mejorado el clima de inversión, instalándose nuevas industrias y empresas en el país, mejorando la condición de la producción y el empleo. Nicaragua forma parte de Petrocaribe. Estas reformas han permitido reducir el índice de pobreza del país en la última década. Hasta el 2014, la población en situación de pobreza (población que vive con menos de $ 6,85), según el Banco Mundial representaba al 42%, siendo de menor intensidad que la pobreza de Guatemala (55%), Honduras (53%) y El Salvador (43%).
El estallido de la crisis sociopolítica del 2018, provocó un aumento de la pobreza, después de reducir hasta 39% en el 2015. En el 2019 la pobreza de Nicaragua alcanza al 44% de la población, pero sigue siendo mayor a la pobreza registrada en Guatemala y Honduras (los más pobres de la región centroamericana).

## Historia
La situación económica de Nicaragua, a mediados del siglo XX, se ve deteriorada al caer los precios de productos agrícolas exportables como lo eran el algodón y el café. Políticamente el Partido Conservador de Nicaragua sufre una escisión y una de las facciones, los que fueron llamados popularmente los zancudos, pasa a colaborar con el régimen somocista. Anastasio Somoza gobernaría el país con mano de hierro. Somocismo encarnó un sistema dictatorial de dominación y opresión que se apoyaba en una estructura política, militar, económica y social que se mantuvo en el poder en este país centroamericano desde 1934 hasta 1979. El gobierno de la familia Somoza puso al país a plena disposición de los intereses de los EE. UU. La familia se convirtió en una de las familias más ricas de las Américas, con un patrimonio estimado de 5000 millones de dólares, controlando la riqueza nacional de Nicaragua para sus propios intereses y fomentando la corrupción. Durante los años 50 y 60 del siglo XX, manteniendo a grandes masas de la población en la extrema pobreza e indigencia. La oposición al régimen fue duramente perseguida, produciéndose asesinatos y torturas y obligando al exilio a los que se posicionaban en contra del poder establecido. La represión se acentuó a partir de 1964.
En los años 1960 la estrategia económica, favorecida por la puesta en marcha del Mercado Común Centroamericano, impulsó un proceso de industrialización dirigido a la sustitución de importaciones y a la exportación al área centroamericana de productos manufacturados.[cita requerida]
A lo largo de aquella década, la construcción y la industria en general, fueron los sectores más dinámicos, con tasas anuales de crecimiento superiores al 10 %, pero debido a lo limitado del mercado y a la pérdida de dinamismo del Mercado Común Centroamericano, el proceso de industrialización se agotó rápidamente. Además, el Terremoto de Managua de 1972 significó un duro golpe para la economía del país, particularmente para su industria, y, en general, el crecimiento económico de toda la década de los setenta fue muy mediocre y la renta per cápita cayó considerablemente.[cita requerida]
La situación se agravó a raíz de la guerra civil y la revolución de 1979, cuando buena parte del aparato productivo quedó inutilizado, no sólo a causa de las acciones bélicas, sino por la táctica de destrucción aplicada por la Guardia Nacional del Presidente Anastasio Somoza, que era, junto con su familia, uno de los principales industriales y financieros del país.
Con el triunfo de la revolución sandinista, el gobierno se impuso la meta de satisfacer las necesidades mínimas de la población, reconstruir el país y buscar un modelo de desarrollo menos liberal y más intervencionista. Sin embargo, durante este período tanto la producción como la renta descendieron de forma considerable.
La guerra con la Contra, que supuso unos costos estimados de cerca de 1.420 millones de dólares; afectaron gravemente a todos los sectores productivos nicaragüenses, en especial a la industria manufacturera.
A finales de los años ochenta la crisis económica se hizo sentir con mayor intensidad; fueron años de hiperinflación, en los que cayó el PIB, retrocedió la renta por habitante y la deuda externa aumentó. En 1991 se impone un programa de ajuste económico, obliga la devaluación del córdoba y la reducción de plazas en el Estado. En 1993 se inicia la liberalización del mercado y la privatización de empresas. En la agricultura, en cambio, se redujo el volumen de exportación, que representaban casi dos tercios del sector, pero crecieron las obstinadas al mercado interno debido en buena parte a su utilización como medio de cambio ante la fuerte devaluación de la moneda. Por otro lado, el desempleo creció y los salarios en el sector formal se deterioraron hasta tal punto que numerosos trabajadores se trasladaron al sector informal en busca de ingresos más estables, mientras el éxodo de profesionales y técnicos proseguía. El déficit comercial se elevó y el PNB se redujo. Los bajos salarios, la reducción de los servicios de educación y de salud causados pobreza en aumento, y las tensiones sociales en aumento.

## Economía por sectores

### Agricultura, Ganadería y Pesca
En 2018, Nicaragua produjo 7.2 millones de toneladas de caña de azúcar, siendo fuertemente dependiente de este producto. Además de la caña de azúcar, el país produjo 395 mil toneladas de maíz, 365 mil toneladas de arroz, 300 mil toneladas de aceite de palma, 252 mil toneladas de plátano, 209 mil toneladas de mandioca, 197 mil toneladas de frijoles, 194 mil toneladas de maní, 141 mil toneladas de café, 118 mil toneladas de naranja, en además de rendimientos menores de otros productos agrícolas como piña, patata, sorgo, tomate etc.
Gran parte del área agrícola esta destinada al cultivo de productos de consumo diario. Se trata de cultivos dispersos que sustentan una economía familiar y con los cuales se emplean técnicas tradicionales. Se produce maíz, arroz, frijoles, hortalizas, frutas, yuca y papas. El sorgo es utilizado como forraje. Estos aglutinan el 25% de las parcelas, mientras que el restante 75% esta dedicada a productos de exportación. Destacan el café (principal producto de exportación desde el siglo pasado), el maíz, frijoles, banano, tabaco, ajonjolí, caña de azúcar y maní. En la actualidad y siguiendo las demandas del mercado internacional, se ha iniciado una diversificación de los cultivos de exportación. Se produce palma africana, cocos, piñas, mangos, cítricos, melones, jengibre y hortalizas.
La ganadería más relevante es la vacuna. Este rubro ganadero se ha expandido gracias a que cuenta con una importante industria láctea. La carne es actualmente uno de los principales rubros de exportación. También se crían aves de corral y ganado porcino para el consumo local.
Parte de la actividad pesquera es destinada al consumo interno y otra parte se exporta al exterior.La producción de mariscos y langosta representa una importante fuente de divisas al país. Los principales caladeros son las costas Pacífico y Atlántico, siendo la pesca lacustre poco desarrollada.

### Minería, energía e industria
El subsuelo nicaragüense es rico en yacimientos metalíferos como antimonio, tungsteno, zinc, fosfatos, plomo, hierro y cobre. Aunque la minería se ha centrado en la obtención de oro y plata, adolece de buena infraestructura y control efectivo de las aguas residuales. También se encuentran yacimientos no metalíferos, como mármol, yeso, calizas, arcillas y piedras semipreciosas como jaspe y puzolana. El país no cuenta con yacimientos petrolíferos y de carbón de importancia, por lo que es importador neto de estos materiales para la generación de energía eléctrica. Otras fuentes de energía son la hidroeléctrica, geotérmica, y más recientemente, solar y eólica.
La industria es escasa, y se concentra básicamente en Managua, la capital, aparte de algunas ciudades portuarias del litoral Pacífico. Se basa en la agro industria (ingenios azucareros, refrescos, licores, elaboración de tabaco, carnes). Cabe mencionar la industria maderera (mueble y papel), química, derivados del petróleo, productos farmacéuticos, jabones, cemento, cuero y calzado. La industria textil se desarrolla en las Zonas Francas y esta destinada a la exportación. A la par de las industrias modernas de la capital, conviven industrias artesanales de cerámica y cestería, con métodos tradicionales, que mantienen vivo este oficio ancestral.

### Sector Terciario
En cuanto a comercio, los principales productos de exportación son: café, azúcar, carne de res, cacahuetes, camarones y tabaco. Las importaciones se hallan centradas en bienes de consumo, maquinaria, equipos industriales y derivados del petróleo. Los principales socios del país son EUA (primer destino de exportaciones e importaciones nacionales), Centroamérica, UE y China. La balanza comercial es deficitaria, excediendo los 2 000 millones de USD.
En cuanto a turismo, el país ofrece una amplia variedad de sitios recreativos, deportes extremos y diversidad de paisajes. Con más de un millón y medio de turistas por año, es uno de los países menos visitados de Centroamérica.

## Transportes
Nicaragua posee 17 146 km de carreteras, incluyendo los 400 km del tramo nicaragüense de la carretera Panamericana. Algunos ríos son navegables para embarcaciones de poco calado, que circulan también por el lago Nicaragua; en total, el país dispone de más de 2200 km de vías navegables. Los principales puertos son Corinto y San Juan del Sur, en el Pacífico, y Puerto Cabezas en el Atlántico.

## Economía nicaragüense a nivel continental
Según su tamaño, la economía nicaragüense es la vigésima primera economía de América Latina con un PIB de 12 mil millones de dólares. Si se divide el PIB por la cantidad de población que tiene Nicaragua (más de 6 millones de habitantes), el resultado sale de 1 869 dolares de riqueza promedio por cada nicaragüense.    
| Países de América Latina según el tamaño de su Economía PIB (producto interno bruto) para 2020 | Países de América Latina según el tamaño de su Economía PIB (producto interno bruto) para 2020 | Países de América Latina según el tamaño de su Economía PIB (producto interno bruto) para 2020 | Países de América Latina según el tamaño de su Economía PIB (producto interno bruto) para 2020 | Países de América Latina según el tamaño de su Economía PIB (producto interno bruto) para 2020 | Países de América Latina según el tamaño de su Economía PIB (producto interno bruto) para 2020 |
| N.º | País                                                                                           | PIB nominal (millones de dólares)                                                              | Habitantes                                                                                     | PIB per cápita Nominal                                                                         | Artículo Principal                                                                             |
| --- | ---------------------------------------------------------------------------------------------- | ---------------------------------------------------------------------------------------------- | ---------------------------------------------------------------------------------------------- | ---------------------------------------------------------------------------------------------- | ---------------------------------------------------------------------------------------------- |
| 1° | Brasil                                                                                         | USD 1 893 010 millones                                                                         | 211 millones                                                                                   | USD 8 955 dólares                                                                              | Economía Brasileña                                                                             |
| 2° | México                                                                                         | USD 1 322 489 millones                                                                         | 127 millones                                                                                   | USD 10 405 dólares                                                                             | Economía Mexicana                                                                              |
| 3° | Argentina                                                                                      | USD 443 249 millones                                                                           | 45 millones                                                                                    | USD 9 730 dólares                                                                              | Economía Argentina                                                                             |
| 4° | Colombia                                                                                       | USD 343 177 millones                                                                           | 50 millones                                                                                    | USD 6 744 dólares                                                                              | Economía Colombiana                                                                            |
| 5° | Chile                                                                                          | USD 308 505 millones                                                                           | 19 millones                                                                                    | USD 15 854 dólares                                                                             | Economía Chilena                                                                               |
| 6° | Perú                                                                                           | USD 240 175 millones                                                                           | 32 millones                                                                                    | USD 7 316 dólares                                                                              | Economía Peruana                                                                               |
| 7° | Ecuador                                                                                        | USD 109 444 millones                                                                           | 17 millones                                                                                    | USD 6 250 dólares                                                                              | Economía Ecuatoriana                                                                           |
| 8° | República Dominicana                                                                           | USD 96 291 millones                                                                            | 10 millones                                                                                    | USD 9 194 dólares                                                                              | Economía Dominicana                                                                            |
| 9° | Guatemala                                                                                      | USD 86 397 millones                                                                            | 17 millones                                                                                    | USD 4 807 dólares                                                                              | Economía Guatemalteca                                                                          |
| 10° | Panamá                                                                                         | USD 73 369 millones                                                                            | 4 millones                                                                                     | USD 17 148 dólares                                                                             | Economía Panameña                                                                              |
| 11° | Costa Rica                                                                                     | USD 65 179 millones                                                                            | 5 millones                                                                                     | USD 12 690 dólares                                                                             | Economía Costarricense                                                                         |
| 12° | Uruguay                                                                                        | USD 62 921 millones                                                                            | 3 millones                                                                                     | USD 17 818 dólares                                                                             | Economía Uruguaya                                                                              |
| 13° | Venezuela                                                                                      | USD 62 917 millones                                                                            | 30 millones                                                                                    | USD 2 457 dólares                                                                              | Economía Venezolana                                                                            |
| 14° | Bolivia                                                                                        | USD 45 253 millones                                                                            | 11 millones                                                                                    | USD 4 090 dólares                                                                              | Economía Boliviana                                                                             |
| 15° | Paraguay                                                                                       | USD 42 826 millones                                                                            | 7 millones                                                                                     | USD 5 904 dólares                                                                              | Economía Paraguaya                                                                             |
| 16° | El Salvador                                                                                    | USD 27 918 millones                                                                            | 6 millones                                                                                     | USD 4 126 dólares                                                                              | Economía Salvadoreña                                                                           |
| 17° | Honduras                                                                                       | USD 25 314 millones                                                                            | 9 millones                                                                                     | USD 2 593 dólares                                                                              | Economía Hondureña                                                                             |
| 18° | Trinidad y Tobago                                                                              | USD 23 251 millones                                                                            | 1 millón                                                                                       | USD 16 757 dólares                                                                             | Economía Trinitense                                                                            |
| 19° | Jamaica                                                                                        | USD 16 474 millones                                                                            | 2 millones                                                                                     | USD 5 698 dólares                                                                              | Economía Jamaiquina                                                                            |
| 20° | Bahamas                                                                                        | USD 12 815 millones                                                                            | 380 mil                                                                                        | USD 33 286 dólares                                                                             | Economía Bahameña                                                                              |
| 21° | Nicaragua                                                                                      | USD 12 331 millones                                                                            | 6 millones                                                                                     | USD 1 869 dólares                                                                              | Economía Nicaragüense                                                                          |
| 22° | Haití                                                                                          | USD 8 709 millones                                                                             | 11 millones                                                                                    | USD 765 dólares                                                                                | Economía Haitiana                                                                              |
| 23° | Guyana                                                                                         | USD 8 065 millones                                                                             | 780 mil                                                                                        | USD 10 249 dólares                                                                             | Economía Guyanesa                                                                              |
| 24° | Barbados                                                                                       | USD 5 322 millones                                                                             | 280 mil                                                                                        | USD 18 486 dólares                                                                             | Economía Barbadense                                                                            |
| 25° | Surinam                                                                                        | USD 4 162 millones                                                                             | 600 mil                                                                                        | USD 6 875 dólares                                                                              | Economía Surinamesa                                                                            |
| 26° | Santa Lucía                                                                                    | USD 2 103 millones                                                                             | 180 mil                                                                                        | USD 11 619 dólares                                                                             | Economía Santalucense                                                                          |
| 27° | Belice                                                                                         | USD 2 076 millones                                                                             | 410 mil                                                                                        | USD 4 978 dólares                                                                              | Economía Beliceña                                                                              |
| 28° | Antigua y Barbuda                                                                              | USD 1 779 millones                                                                             | 90 mil                                                                                         | USD 18 887 dólares                                                                             | Economía Antiguana                                                                             |
| 29° | Granada                                                                                        | USD 1 295 millones                                                                             | 100 mil                                                                                        | USD 11 848 dólares                                                                             | Economía Granadina                                                                             |
| 30° | San Cristóbal y Nieves                                                                         | USD 1 087 millones                                                                             | 50 mil                                                                                         | USD 19 023 dólares                                                                             | Economía Sancristobaleña                                                                       |
| 31° | San Vicente y las Granadinas                                                                   | USD 893 millones                                                                               | 110 mil                                                                                        | USD 8 080 dólares                                                                              | Economía Sanvicentina                                                                          |
| 32° | Dominica                                                                                       | USD 633 millones                                                                               | 70 mil                                                                                         | USD 8 948 dólares                                                                              | Economía Dominiquesa                                                                           |
| Nota: La Economía de Brasil alcanza el 1 Billón, 800 mil millones de dólares La Economía de México alcanza el 1 Billón, 300 mil millones de dólares. Fuente: Fondo Monetario Internacional FMI (2020) |                                                                                                |                                                                                                |                                                                                                |                                                                                                |                                                                                                |

## PIB per cápita
A continuación se muestra un gráfico de la evolución del PIB per Cápita Nicaragüense medido según Maddison.

### Década de 1950
| Década de 1950 (Años 50) |             |                |                      |
| Año                      | PIB         | PIB per Cápita | Población            |
| 1950                     | Sin cambios | Sin cambios    | 1.049.611 habitantes |
| 1951                     | Sin cambios | Sin cambios    | 1.080.784 habitantes |
| 1952                     | Sin cambios | Sin cambios    | 1.112.884 habitantes |
| 1953                     | Sin cambios | Sin cambios    | 1.145.936 habitantes |
| 1954                     | Sin cambios | Sin cambios    | 1.459.850 habitantes |
| 1955                     | Sin cambios | Sin cambios    | 1.508.020 habitantes |
| 1956                     | Sin cambios | Sin cambios    | 1.558.473 habitantes |
| 1957                     | Sin cambios | Sin cambios    | 1.610.818 habitantes |
| 1958                     | Sin cambios | Sin cambios    | 1.664.607 habitantes |
| 1959                     | Sin cambios | Sin cambios    | 1.719.363 habitantes |

### Década de 1960
El PIB per cápita de Nicaragua a principios de los años 60 fue de 128 dólares. A finales de la década (1969), Nicaragua llegó a los 322 dólares, habiendo elevado en un 151,5 % con respecto a 1960.
| Década de 1960 (Años 60) |                  |                 |                      |
| Año                      | PIB              | PIB per Cápita  | Población            |
| 1960                     | USD 224 millones | USD 126 dólares | 1.774.696 habitantes |
| 1961                     | USD 241 millones | USD 131 dólares | 1.830.400 habitantes |
| 1962                     | USD 265 millones | USD 141 dólares | 1.886.560 habitantes |
| 1963                     | USD 293 millones | USD 151 dólares | 1.943.591 habitantes |
| 1964                     | USD 342 millones | USD 171 dólares | 2.002.119 habitantes |
| 1965                     | USD 567 millones | USD 275 dólares | 2.062.633 habitantes |
| 1966                     | USD 607 millones | USD 285 dólares | 2.125.233 habitantes |
| 1967                     | USD 657 millones | USD 300 dólares | 2.189.880 habitantes |
| 1968                     | USD 696 millones | USD 308 dólares | 2.256.779 habitantes |
| 1969                     | USD 748 millones | USD 322 dólares | 2.326.136 habitantes |

### Década de 1970
El PIB per cápita de Nicaragua a principios de los años 70 fue de 325 dólares. A finales de la década (1979), Nicaragua llegó a los 496 dólares, habiendo elevado en un 52,6 % su PIB per cápita con respecto a 1970.
| Década de 1970 (Años 70) |                    |                 |                      |
| Año                      | PIB                | PIB per Cápita  | Población            |
| 1970                     | USD 777 millones   | USD 324 dólares | 2.398.095 habitantes |
| 1971                     | USD 827 millones   | USD 334 dólares | 2.472.656 habitantes |
| 1972                     | USD 881 millones   | USD 345 dólares | 2.549.779 habitantes |
| 1973                     | USD 1 094 millones | USD 416 dólares | 2.629.503 habitantes |
| 1974                     | USD 1 521 millones | USD 561 dólares | 2.711.847 habitantes |
| 1975                     | USD 1 590 millones | USD 569 dólares | 2.796.748 habitantes |
| 1976                     | USD 1 837 millones | USD 641 dólares | 2.884.156 habitantes |
| 1977                     | USD 2 227 millones | USD 753 dólares | 2.973.805 habitantes |
| 1978                     | USD 2 128 millones | USD 699 dólares | 3.065.118 habitantes |
| 1979                     | USD 1 568 millones | USD 484 dólares | 3.157.356 habitantes |

### Década de 1980
El PIB per cápita de Nicaragua a principios de los años 80 fue de 564 dólares. A finales de la década (1989), Nicaragua llegó a los 250 dólares, habiendo decrecido en un 9,9 % su PIB per cápita con respecto a 1980.
| Década de 1980 (Años 80) |                    |                   |                      |
| Año                      | PIB                | PIB per Cápita    | Población            |
| 1980                     | USD 1 832 millones | USD 564 dólares   | 3.249.910 habitantes |
| 1981                     | USD 2 156 millones | USD 645 dólares   | 3.342.666 habitantes |
| 1982                     | USD 2 497 millones | USD 727 dólares   | 3.435.527 habitantes |
| 1983                     | USD 2 900 millones | USD 822 dólares   | 3.527.935 habitantes |
| 1984                     | USD 3 966 millones | USD 1 096 dólares | 3.619.252 habitantes |
| 1985                     | USD 3 854 millones | USD 1 039 dólares | 3.709.091 habitantes |
| 1986                     | USD 5 800 millones | USD 1 528 dólares | 3.796.914 habitantes |
| 1987                     | USD 3 409 millones | USD 878 dólares   | 3.882.940 habitantes |
| 1988                     | USD 1 499 millones | USD 378 dólares   | 3.968.453 habitantes |
| 1989                     | USD 2 082 millones | USD 513 dólares   | 4.055.262 habitantes |

### Década de 1990
El PIB per cápita de Nicaragua a principios de los años 90 fue de 125 dólares. A finales de la década (1999), Nicaragua llegó a los 968 dólares, habiendo elevado en un 652 % su PIB per cápita con respecto a 1990.
| Década de 1990 (Años 90) |                    |                 |                      |
| Año                      | PIB                | PIB per Cápita  | Población            |
| 1990                     | USD 519 millones   | USD 125 dólares | 4.144.564 habitantes |
| 1991                     | USD 3 678 millones | USD 868 dólares | 4.236.805 habitantes |
| 1992                     | USD 3 894 millones | USD 899 dólares | 4.331.273 habitantes |
| 1993                     | USD 3 726 millones | USD 842 dólares | 4.426.577 habitantes |
| 1994                     | USD 3 861 millones | USD 854 dólares | 4.520.727 habitantes |
| 1995                     | USD 4 140 millones | USD 897 dólares | 4.612.229 habitantes |
| 1996                     | USD 4 308 millones | USD 916 dólares | 4.700.777 habitantes |
| 1997                     | USD 4 390 millones | USD 917 dólares | 4.786.641 habitantes |
| 1998                     | USD 4 635 millones | USD 951 dólares | 4.869.626 habitantes |
| 1999                     | USD 4 856 millones | USD 981 dólares | 4.949.661 habitantes |

### Década de 2000
El PIB per cápita de Nicaragua a principios de los años 2000 fue de 1002 dólares. A finales de la década (2009), Nicaragua llegó a los 1432 dólares, habiendo elevado en un 42,9 % su PIB per cápita con respecto al año 2000.
| Década de 2000 (Años 2000) |                    |                   |                      |
| Año                        | PIB                | PIB per Cápita    | Población            |
| 2000                       | USD 5 109 millones | USD 1 016 dólares | 5.026.791 habitantes |
| 2001                       | USD 5 335 millones | USD 1 045 dólares | 5.100.741 habitantes |
| 2002                       | USD 5 224 millones | USD 1 010 dólares | 5.171.735 habitantes |
| 2003                       | USD 5 322 millones | USD 1 015 dólares | 5.240.876 habitantes |
| 2004                       | USD 5 793 millones | USD 1 091 dólares | 5.309.703 habitantes |
| 2005                       | USD 6 321 millones | USD 1 175 dólares | 5.379.327 habitantes |
| 2006                       | USD 6 786 millones | USD 1 240 dólares | 5.450.217 habitantes |
| 2007                       | USD 7 458 millones | USD 1 344 dólares | 5.522.119 habitantes |
| 2008                       | USD 8 491 millones | USD 1 518 dólares | 5.594.524 habitantes |
| 2009                       | USD 8 379 millones | USD 1 464 dólares | 5.666.594 habitantes |

### Década de 2010
El PIB per cápita de Nicaragua a principios de los años 10 fue de 1476 dólares. Hasta mediados de la década (2014), Nicaragua llegó a los 1963 dólares, habiendo elevado en un 32,9 % su PIB per cápita con respecto a 2010.
| Década de 2010 (Años 10)                                            |                     |                   |                      |
| Año                                                                 | PIB                 | PIB per Cápita    | Población            |
| 2010                                                                | USD 8 759 millones  | USD 1 526 dólares | 5.737.721 habitantes |
| 2011                                                                | USD 9 774 millones  | USD 1 682 dólares | 5.807.786 habitantes |
| 2012                                                                | USD 10 532 millones | USD 1 792 dólares | 5.877.034 habitantes |
| 2013                                                                | USD 10 983 millones | USD 1 847 dólares | 5.945.645 habitantes |
| 2014                                                                | USD 11 880 millones | USD 1 975 dólares | 6.013.913 habitantes |
| 2015                                                                | USD 12 611 millones | USD 2 073 dólares | 6.082.031 habitantes |
| 2016                                                                | USD 13 184 millones | USD 2 143 dólares | 6.150.034 habitantes |
| 2017                                                                | USD 13 814 millones | USD 2 221 dólares | 6.217.795 habitantes |
| 2018                                                                | USD 13 258 millones | USD 2 108 dólares | 6.285.171 habitantes |
| 2019                                                                | USD 12 612 millones | USD 1 983 dólares | 6.351.956 habitantes |
| Fuente: Fondo Monetario Internacional FMI y Banco Mundial BM (2017) |                     |                   |                      |

## Evolución histórica del producto interno bruto (nominal)

### Nicaragua en la década de 1960
A comienzos de la década de 1960, Nicaragua poseía un producto interno bruto (nominal) de USD 227 millones. Para el año 1969, el PIB del país llegó a los USD 750 millones. La economía nicaragüense tuvo un crecimiento del 230,3 % durante esta década con respecto al PIB del año 1960.
| Gráfica del crecimiento del producto interno bruto de Nicaragua 1960-1969 |
| ------------------------------------------------------------------------- |
|                                                                           |
| Fuente: Fondo Monetario Internacional                                     |
| Gráfica elaborada por: Wikipedia                                          |

### Nicaragua en la década de 1970
A comienzos de la década de 1970, Nicaragua poseía un producto interno bruto (nominal) de USD 882 millones. Para el año 1979, el PIB del país llegó a los USD 1 742 millones. La economía nicaragüense tuvo un crecimiento del 97,2 % durante esta década con respecto al PIB del año 1970.
| Gráfica del crecimiento del producto interno bruto de Nicaragua 1970-1979 |
| ------------------------------------------------------------------------- |
|                                                                           |
| Fuente: Fondo Monetario Internacional                                     |
| Gráfica elaborada por: Wikipedia                                          |

### Nicaragua en la década de 1980
A comienzos de la década de 1980, Nicaragua poseía un producto interno bruto (nominal) de USD 1 832 millones. Para el año 1989, el PIB del país llegó a los USD 2 082 millones. La economía nicaragüense tuvo un crecimiento del 13,6 % durante esta década con respecto al PIB del año 1980.
| Gráfica del crecimiento del producto interno bruto de Nicaragua 1980-1989 |
| ------------------------------------------------------------------------- |
|                                                                           |
| Fuente: Fondo Monetario Internacional                                     |
| Gráfica elaborada por: Wikipedia                                          |

### Nicaragua en la década de 1990
A comienzos de la década de 1990, Nicaragua poseía un producto interno bruto (nominal) de USD 2 519 millones. Para el año 1999, el PIB del país llegó a los USD 4 856 millones. La economía nicaragüense tuvo un crecimiento del 92,7 % durante esta década con respecto al PIB del año 1990.
| Gráfica del crecimiento del producto interno bruto de Nicaragua 1990-1999 |
| ------------------------------------------------------------------------- |
|                                                                           |
| Fuente: Fondo Monetario Internacional                                     |
| Gráfica elaborada por: Wikipedia                                          |

### Nicaragua en la Década de 2000
A comienzos de la década de 2000, Nicaragua poseía un producto interno bruto (nominal) de USD 5 109 millones. Para el año 2009, el PIB del país llegó a los USD 8 379 millones. La economía nicaragüense tuvo un crecimiento del 64,0 % durante esta década con respecto al PIB del año 2000.
| Gráfica del crecimiento del producto interno bruto de Nicaragua 2000-2009 |
| ------------------------------------------------------------------------- |
|                                                                           |
| Fuente: Fondo Monetario Internacional                                     |
| Gráfica elaborada por: Wikipedia                                          |

### Nicaragua en la Década de 2010
A comienzos de la década de 2010, Nicaragua poseía un producto interno bruto (nominal) de USD 8.741 millones. Para el año 2017, el PIB del país llegó a los USD 14.294 millones. Hasta la actualidad (2017) la economía nicaragüense tuvo un crecimiento del 63,5 % durante esta década con respecto al PIB del año 2010.
| Gráfica del crecimiento del producto interno bruto de Nicaragua 2010-2019 |
| ------------------------------------------------------------------------- |
|                                                                           |
| Fuente: Fondo Monetario Internacional                                     |
| Gráfica elaborada por: Wikipedia                                          |

## Salario mínimo de Nicaragua a nivel continental
| País                                                                             | Salario mínimo mensual (en dólares de EE. UU., a tasa oficial) | Salario mínimo mensual (en moneda local) |
| -------------------------------------------------------------------------------- | -------------------------------------------------------------- | ---------------------------------------- |
| Argentina                                                                        | 243                                                            | $ 308 200 pesos argentinos               |
| Bolivia                                                                          | 399                                                            | Bs 2750 bolivianos                       |
| Brasil                                                                           | 273                                                            | R$ 1518 reales                           |
| Chile                                                                            | 538                                                            | $ 510 636 pesos chilenos                 |
| Colombia                                                                         | 350                                                            | $ 1 423 500 pesos colombianos            |
| Costa Rica                                                                       | 728                                                            | ₡ 367 108,55 colones                     |
| Cuba                                                                             | 79                                                             | $ 2100 pesos cubanos                     |
| Ecuador                                                                          | 470                                                            | $ 470 dólares                            |
| El Salvador                                                                      | 243                                                            | $ 243,46 dólares                         |
| Guatemala                                                                        | 437                                                            | Q. 3347,21 quetzales                     |
| Haití                                                                            | 81                                                             | G 10 645,83 gourdes                      |
| Honduras                                                                         | 346                                                            | L 9053,43 lempiras                       |
| México                                                                           | 457                                                            | $ 8480,17 pesos mexicanos                |
| Nicaragua                                                                        | 156                                                            | C$ 5721 córdobas                         |
| Panamá                                                                           | 290                                                            | B/. 290 balboas panameños                |
| Paraguay                                                                         | 374                                                            | ₲ 2 798 309 guaraníes                    |
| Perú                                                                             | 320                                                            | S/ 1130 soles                            |
| República Dominicana                                                             | 190                                                            | RD$ 11 500 pesos dominicanos             |
| Uruguay                                                                          | 590                                                            | $ 23 604 pesos uruguayos                 |
| Venezuela                                                                        | 1,3                                                            | Bs. 130 bolívares                        |
| Actualizado el 1 de mayo de 2025. 1. 2. 3. 4. 5. 6. 7. 8. 9. 10. 11. 12. 13. 14. |                                                                |                                          |

## Evolución histórica de las exportaciones de Nicaragua

### Mediados delsigloXX(1940-1959)
| Exportaciones de Nicaragua en el periodo 1940-1959              |
| --------------------------------------------------------------- |
|                                                                 |
| DatosMacro.com                                                  |
| Gráfica elaborada por: Wikipedia al 31 de diciembre de cada año |

### Periodo Intermedio (1960-1979)
| Exportaciones de Nicaragua en el periodo 1960-1979              |
| --------------------------------------------------------------- |
|                                                                 |
| DatosMacro.com                                                  |
| Gráfica elaborada por: Wikipedia al 31 de diciembre de cada año |

### Finales delsigloXX(1980-1999)
| Exportaciones de Nicaragua en el periodo 1980-1999              |
| --------------------------------------------------------------- |
|                                                                 |
| DatosMacro.com                                                  |
| Gráfica elaborada por: Wikipedia al 31 de diciembre de cada año |

### Principios delsigloXXI(2000-2019)
| Exportaciones de Nicaragua en el periodo 2000-2019              |
| --------------------------------------------------------------- |
|                                                                 |
| DatosMacro.com                                                  |
| Gráfica elaborada por: Wikipedia al 31 de diciembre de cada año |